# منزل كلبادي
منزل کلبادي (بالفارسية: خانه کلبادی) هو منزل تاريخي يعود إلى عصر القاجاريون، ويقع في ساري.

## معرض الصور

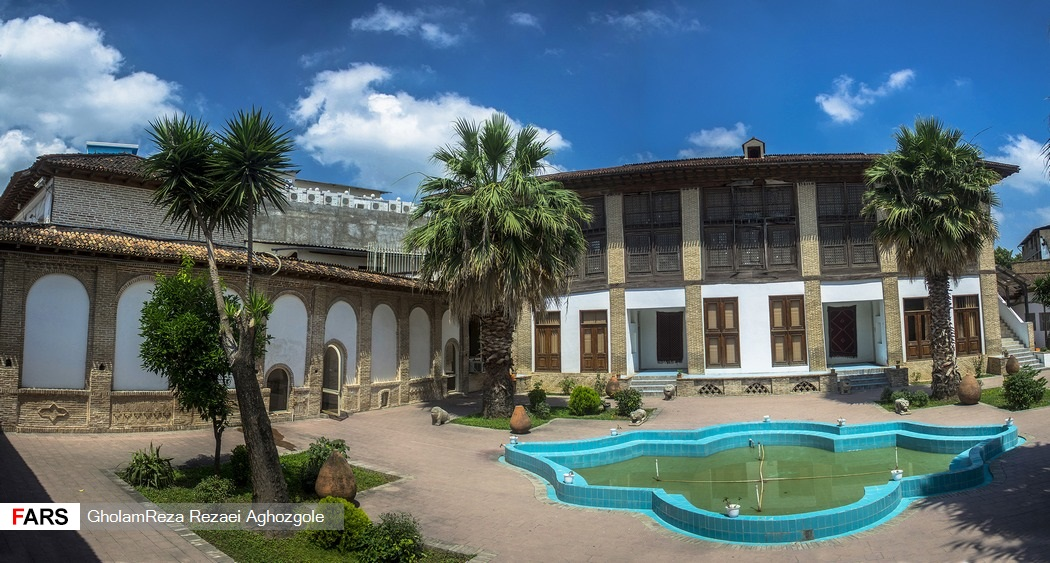
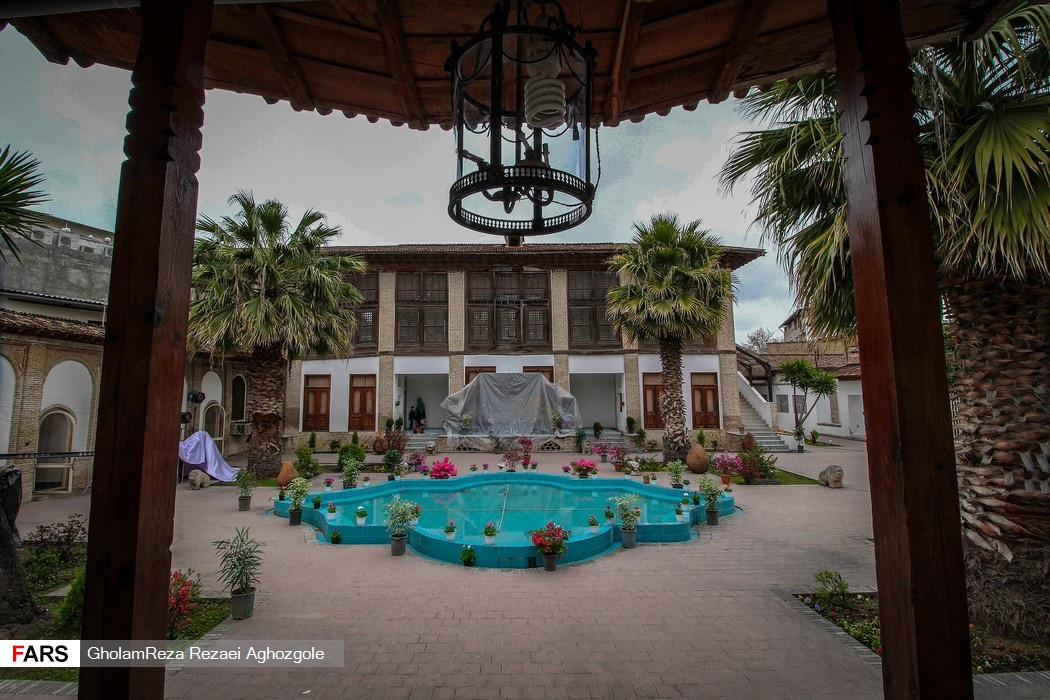
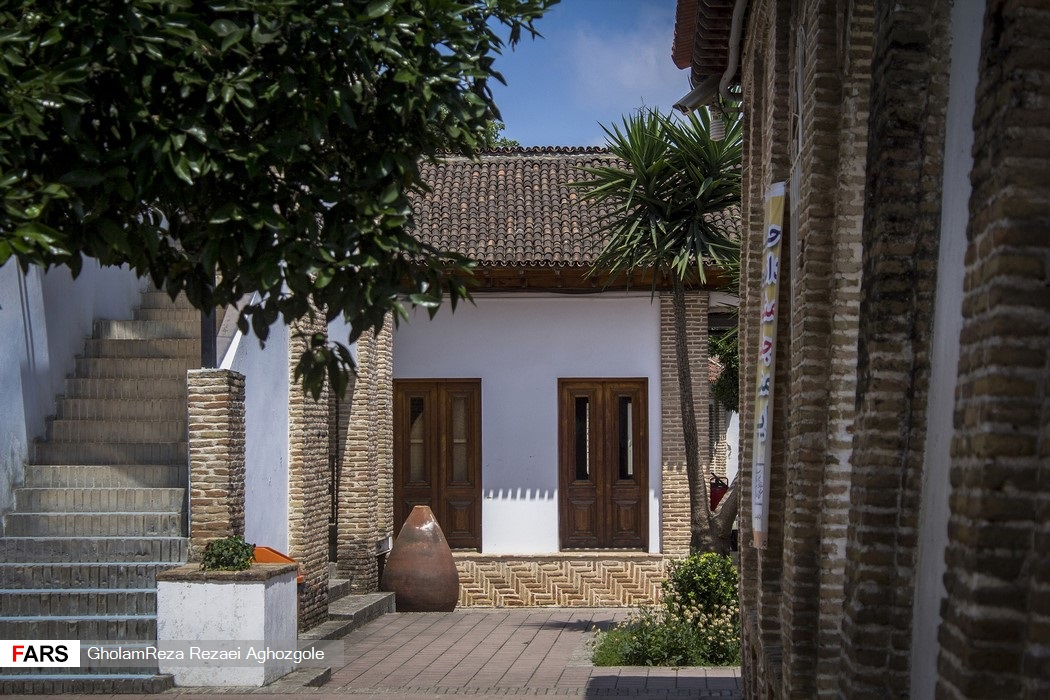
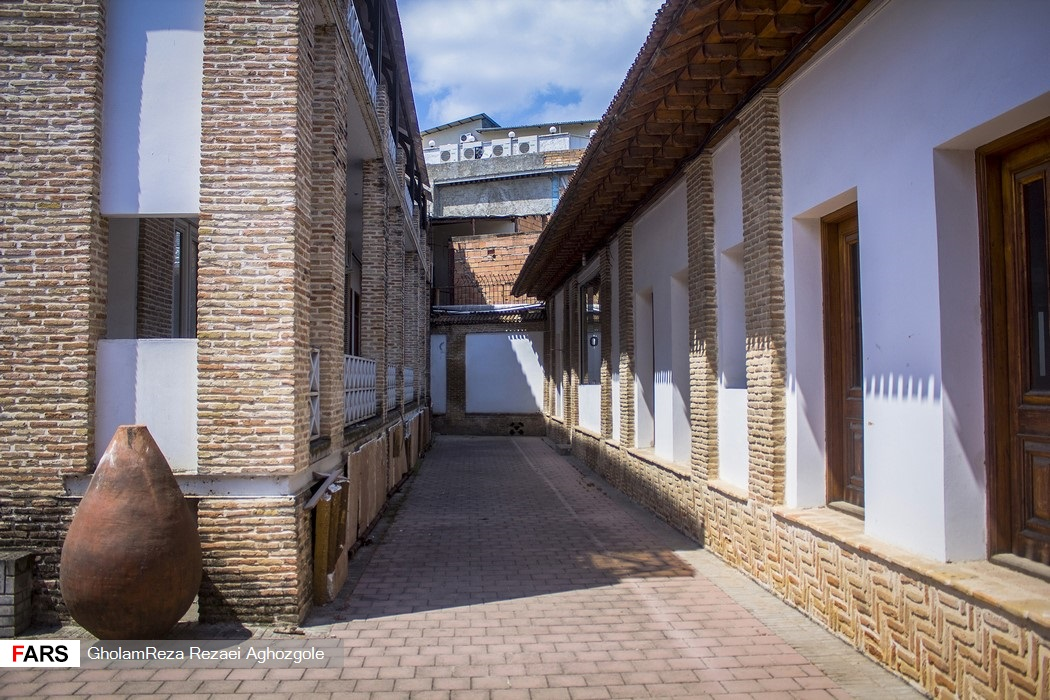
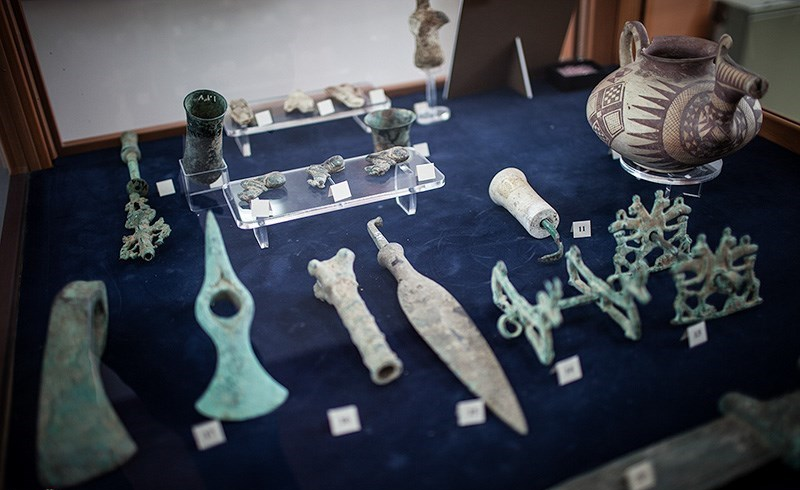
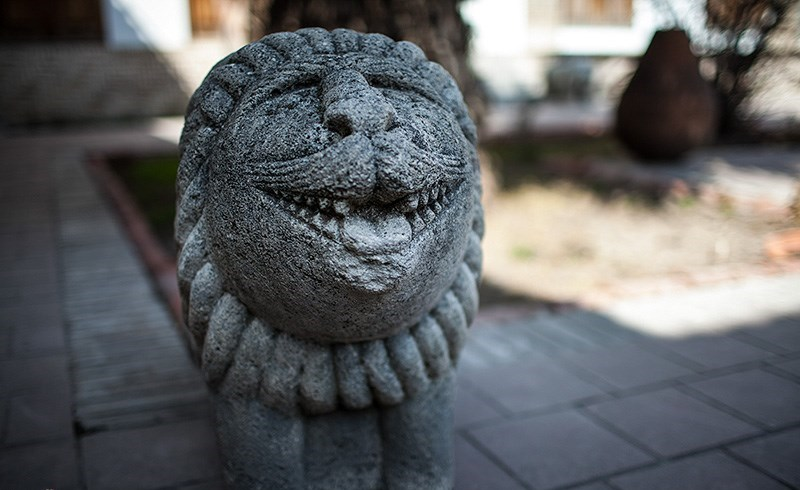
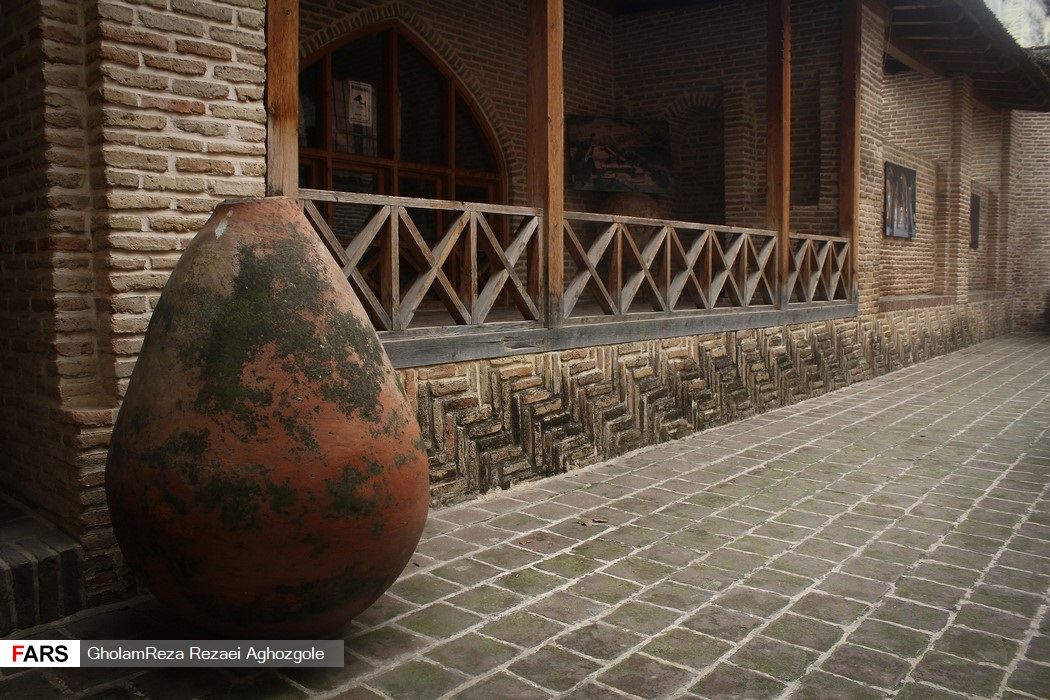
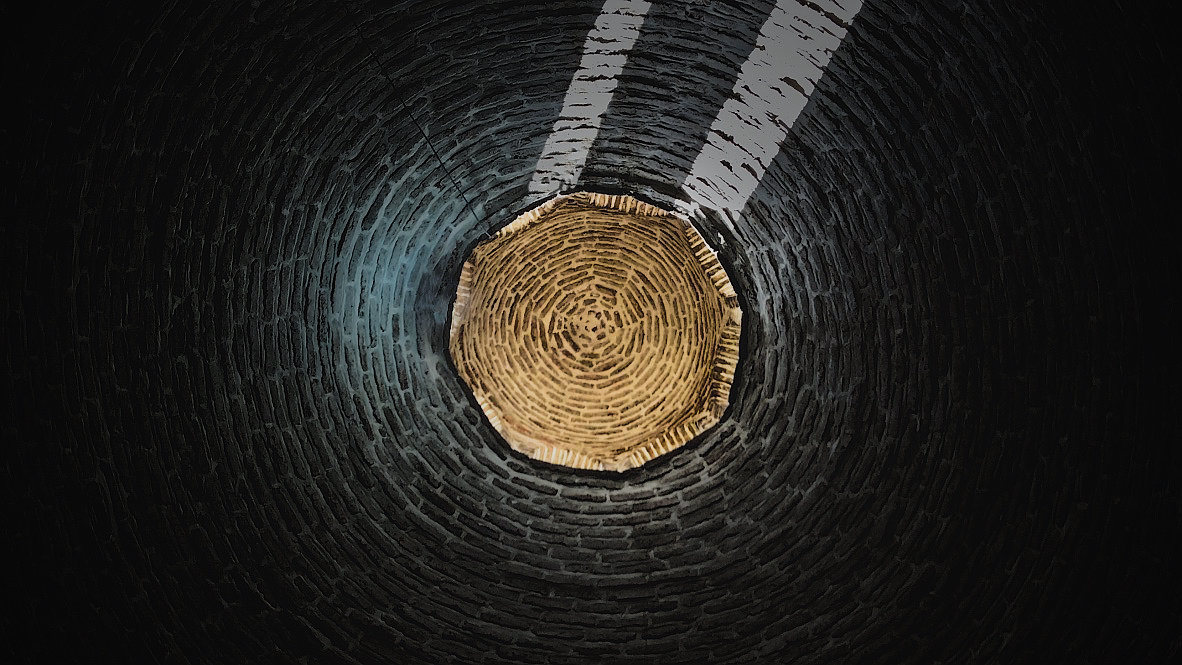
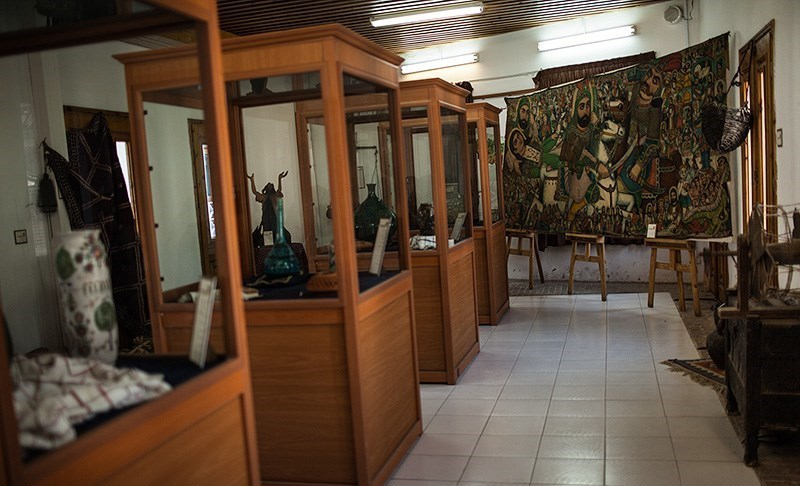
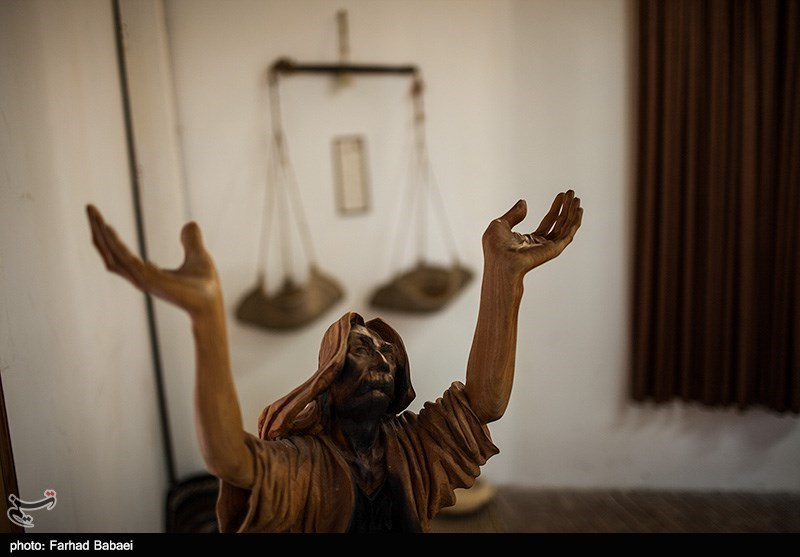